# Monte Acuto (Firenze)
Il monte Acuto è un rilievo della Toscana settentrionale situato a nord-ovest di Firenze che domina la città di Sesto Fiorentino. 

## Descrizione
La montagna è alta 606 m s.l.m. e fa parte del massiccio di monte Morello del quale rappresenta il contrafforte meridionale.
È raggiungibile da Sesto Fiorentino attraverso la strada provinciale SP130 "Panoramica dei colli alti" oppure da Firenze attraverso la SR65 "Bolognese" e successivamente la SP130.